# Copa Telcel 2020
La Copa Telcel 2020, fue un torneo amistoso del fútbol mexicano que, junto con la Copa por México 2020, sirvió como preparación de los clubes de cara al inicio del Torneo Guard1anes 2020 de la Liga MX. Se disputó entre el 14 y 17 de julio de 2020 en la ciudad de León, Guanajuato. En el participaron 4 de los 18 equipos que conforman la Primera División de México.
El campeón fue el Pachuca al vencer en la final por 5-4 al León en la tanda de penales.
Debido a las medidas sanitarias adoptadas durante la Pandemia de COVID-19 en México, el torneo se disputó a puerta cerrada o sin la presencia de público en las tribunas.

## Formato de competición
Los 4 equipos participantes jugaran un torneo simple de eliminación directa compuesto por 3 fases: Semifinales, partido por el tercer puesto y final.
En las semifinales los equipos se enfrentaran a partido único durante 90 minutos (2 tiempos de 45 minutos cada uno). Si al finalizar el tiempo regular, los 2 equipos se encuentran empatados en el marcador, se procederá directamente a lanzar tiros penales hasta obtener un vencedor.
Competirán por el título de Campeón de la Copa Telcel 2020, los ganadores de las semifinales, mientras que los perdedores jugaran un partido por el tercer y cuarto lugar del torneo. En ambos encuentros se sigue el mismo sistema mencionado anteriormente: Si al finalizar los 90 minutos reglamentarios, los 2 clubes involucrados están igualados en el marcador, no habrá una prórroga de 30 minutos (2 tiempos de 15 minutos cada uno) como en otros torneos, sino que se utilizaran los tiros desde el punto penal para decidir al ganador.
Debido a que es un torneo de carácter amistoso, el trofeo conseguido en este no se considera como un título oficial.

## Información de los equipos
| Equipo               | Entrenador        | Estadio                | Ciudad                           |
| -------------------- | ----------------- | ---------------------- | -------------------------------- |
| León                 | Ignacio Ambriz    | Nou Camp               | León de los Aldama, Guanajuato   |
| Pachuca              | Paulo Pezzolano   | Hidalgo                | Pachuca de Soto, Hidalgo         |
| Juárez               | Gabriel Caballero | Olímpico Benito Juárez | Ciudad Juárez, Chihuahua         |
| Atlético de San Luis | Guillermo Vázquez | Alfonso Lastras        | San Luis Potosí, San Luis Potosí |

## Partidos
|  | Semifinales          | Semifinales       |   |                      | Final             | Final |  |
|  |                      |                   |   |                      |                   |       |  |
|  |                      |                   |   |                      |                   |       |  |
|  | León, 14 de julio    |                   |   |                      |                   |       |  |
|  | León                 | 4                 |   |                      |                   |       |  |
|  | Juárez               | 0                 |   |                      |                   |       |  |
|  |                      |                   |   |                      |                   |       |  |
|  |                      |                   |   |                      | León, 17 de julio |       |  |
|  |                      |                   |   |                      | León              | 2     |  |
|  |                      | Pachuca (4:5 p)   | 2 |                      |                   |       |  |
|  |                      |                   |   |                      |                   |       |  |
|  |                      |                   |   |                      |                   |       |  |
|  |                      |                   |   |                      | Tercer lugar      |       |  |
|  | León, 14 de julio    | León, 14 de julio |   | León, 17 de julio    | León, 17 de julio |       |  |
|  | Pachuca              | 1                 |   | Atlético de San Luis | 1                 |       |  |
|  | Atlético de San Luis | 0                 |   |                      | Juárez            | 2     |  |

### Semifinales
| 14 de julio de 2020 | Pachuca           | 1:0 (1:0) | Atlético de San Luis | Estadio Nou Camp, León                                |                                                       |
| 17:00               | R. de la Rosa 14' | Reporte   |                      | Asistencia: 0 espectadores Árbitra: Diana Pérez Borja | Asistencia: 0 espectadores Árbitra: Diana Pérez Borja |

| 14 de julio de 2020 | León                                               | 4:0 (1:0) | Juárez | Estadio Nou Camp, León                                   |                                                          |
| 20:00               | Navarro 16' · N. Sosa 51' · Mena 58' · N. Sosa 60' | Reporte   |        | Asistencia: 0 espectadores Árbitra: Priscila Pérez Borja | Asistencia: 0 espectadores Árbitra: Priscila Pérez Borja |

### Tercer lugar
| 17 de julio de 2020 | Atlético de San Luis | 1:2 (0:1) | Juárez                    | Estadio Nou Camp, León                                     |                                                            |
| 18:30               | Ibáñez 53' (pen.)    | Reporte   | 17' Lezcano · 54' Lezcano | Asistencia: 0 espectadores Árbitra: Francia Maria Gonzalez | Asistencia: 0 espectadores Árbitra: Francia Maria Gonzalez |

### Final
| 17 de julio de 2020 | León                                                                 | 2:2 (1:0) (4:5 p.)         | Pachuca                                                            | Estadio Nou Camp, León                                         |                                                                |
| 21:00               | Mena 17' (pen.) · Ramos 90+6' (pen.)                                 | Reporte                    | 68' Aguirre · 89' (pen.) Chávez                                    | Asistencia: 0 espectadores Árbitro(s): Antonio de Jesús Olalde | Asistencia: 0 espectadores Árbitro(s): Antonio de Jesús Olalde |
|                     |                                                                      | Tiros desde el punto penal |                                                                    |                                                                |                                                                |
|                     | Gonzalez · Meneses · Moreno · Campbell · Ramos · Ramírez · Rodríguez |                            | Richards · I. Sosa · Aguirre · Pardo · Herrera · Orona · Hernández |                                                                |                                                                |

|                           |
| Campeón Pachuca 1° título |